# 善五郎
善五郎(ぜんごろう)は、京焼の家元の一つ。千家十職の一つ「土風炉・焼物師」であり、代々[土風炉]（どぶろ）、[茶碗]などを製作してきた。現在は17代目。
初代から9代は、西村姓を名乗り、主に土風炉を製作。10代以降は永樂（えいらく）姓を名乗り、土風炉に加えて茶陶を制作している。正式な改姓は得全が襲名した1871年である。
善五郎の土風炉には素焼きの器に黒漆を重ね塗りしたもの、土器の表面を磨いたものなどがある。
室町時代、初代宗禅は奈良の「西京西村」に住んで春日大社の供御器を作っており、西村姓を名乗っていた。晩年に堺の武野紹鴎の依頼で土風炉を作るようになり、土風炉師・善五郎を名乗るようになる。二代宗善は堺に住み、三代宗全以降は京都に定着した。小堀遠州の用命を受けた際に「宗全」の銅印をもらったことから、以後九代まで作品に宗全印を捺用した。
1788年に天明の大火で家屋敷や印章を失うが、三千家の援助もあり十代・了全が再興した。千家に出入りするようになったのはこの了全以降だと考えられている。千家十職の中には同じく茶碗を作る樂吉左衛門がいるが、善五郎は主に伝世品の写しなどを作っており楽焼のみの樂家とは住み分けがなされている。
十一代保全は1827年に、紀州藩十代藩主徳川治寶の別邸西浜御殿の御庭焼開窯に招かれ、作品を賞して「河濱支流（かひんしりゅう）」の金印「永樂」の銀印を拝領した。以降、「永樂」の印章を用いると共に12代・和全の代から永樂姓を名乗り、さかのぼって了全と保全も永樂の名で呼ばれている。

## 歴代
- 西村宗禅（初代）（?-1558年）
- 西村宗善（2代）（?-1594年）
- 西村宗全（3代）（?-1623年）
- 西村宗雲（4代）（?-1654年）
- 西村宗筌（5代）（?-1697年）
- 西村宗貞（6代）（?-1741年）
- 西村宗順（7代）（?-1744年）
- 西村宗圓（8代）（?-1769年）
- 西村宗巌（9代）（?-1779年）
- 永樂了全（10代）（1770年-1841年）
- 永樂保全（11代）（1795年-1855年）
- 永樂和全（12代）（1822年-1896年）
- 永樂回全（13代）-13代は二人
- 永樂曲全（13代）-13代は二人
- 永樂得全（14代）（1852年-1909年）
- 永樂妙全-14代の室（1852年-1927年）
- 永樂正全（15代）（1879年-1932年）
- 永樂即全（16代）（1917年-1998年）
- 永樂而全（17代）（1944年-）
- 永樂善五郎（18代）